# Jana Teodoridis
Jana Teodoridis (* 25. Oktober 1990 in Oborniki) ist eine ehemalige polnische Fußballspielerin.

## Karriere
Teodoridis, in Oborniki geboren und nach Berlin gelangt, begann in der Jugendabteilung des BSV Grün-Weiss Neukölln mit dem Fußballspielen. Bereits im Alter von 16 Jahren gehörte sie der Ersten Mannschaft von Tennis Borussia Berlin an. Nach der Saison 2006/07, in der ihre Mannschaft in der vierthöchsten Spielklasse, der Oberliga Nordost, den dritten Platz belegt hatte, kehrte sie zum BSV Grün-Weiss Neukölln zurück, der am Saisonende 2007/08 in der drittklassigen Regionalliga Nordost den fünften Platz einnahm.
Von 2008 bis 2010 war sie das zweite Mal Vertragsspielerin von Tennis Borussia Berlin. Ihre erste Saison bestritt sie in der Gruppe Nord der seinerzeit zweigleisigen 2. Bundesliga, ihre zweite – Aufstieg bedingt – in der Bundesliga. In der höchsten Spielklasse im deutschen Frauenfußball bestritt sie 22 Punktspiele, in denen sie fünf Tore erzielte. Ihr Bundesligadebüt gab sie am 20. September 2009 (1. Spieltag) bei der 0:2-Niederlage im Heimspiel gegen den SC 07 Bad Neuenahr. Ihr erstes Bundesligator erzielte sie am 11. Oktober 2009 (4. Spieltag) beim 2:2-Unentschieden im Auswärtsspiel gegen die SG Essen-Schönebeck mit dem Treffer zur 2:1-Führung in der 78. Minute. Als Letztplatzierter nach nur einer Bundesligasaison, wechselte sie zum Ligakonkurrenten und -neuling 1. FC Lübars. In ihrer ersten Saison gehörte sie siebenmal dem Spielerkader an, wurde jedoch nur in drei, in ihrer zweiten Saison bereits in elf Punktspielen eingesetzt. In ihrer letzten Saison gelangen ihr in 15 Punktspielen drei Tore. Danach gehörte sie in der Hinrunde der Saison 2013/14 dem Zweitligisten Blau-Weiß Hohen Neuendorf in der Gruppe Nord an, bevor sie von 2014 bis 2020 für Blau-Weiß 90 Berlin in der Verbandsliga Berlin aktiv war. Von August 2020 bis  Saisonende 2021/22 gehörte sie dem SC Staaken an, bevor sie ihre Spielerkarriere beendete.

## Erfolge
- Meister 2. Bundesliga Nord 2009 und Aufstieg in die Bundesliga
- Drittbeste Torschützin 2. Bundesliga Nord 2009

## Anmerkung / Einzelnachweise
1. ↑  Statistik ohne Saison 2008/09
2. ↑  Spielpaarung auf soccerdonna.de
3. ↑  Spielpaarung auf soccerdonna.de

| Personendaten    | Personendaten              |
| ---------------- | -------------------------- |
| NAME             | Teodoridis, Jana           |
| KURZBESCHREIBUNG | polnische Fußballspielerin |
| GEBURTSDATUM     | 25. Oktober 1990           |
| GEBURTSORT       | Oborniki, Polen            |